# Trois nouvelles études

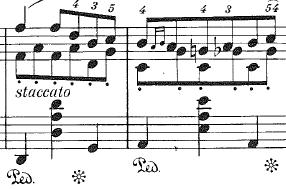
Fragment de l'Estudi núm. 3 dels Trois nouvelles études

Els Trois nouvelles études (en català Tres nous estudis) són tres estudis per a piano compostos per Frédéric Chopin. Van ser compostos l'any 1839 com una contribució al Méthode des méthodes de piano, un llibre per a l'aprenentatge del piano d'Ignaz Moscheles i François-Joseph Fétis. No se'ls va donar un nombre d'opus com sí que succeeix amb els altres estudis de Chopin (els dotze de l'opus 10 i els altres dotze de l'opus 25). Tot i que no són tan difícils tècnicament com els altres estudis, aquests tres mantenen la fórmula original de Chopin d'equilibri harmònic i estructural. També són molt més breus que els altres estudis, ja que cada partitura ocupa solament unes dues pàgines. Foren publicats el 1840.

## Primer estudi

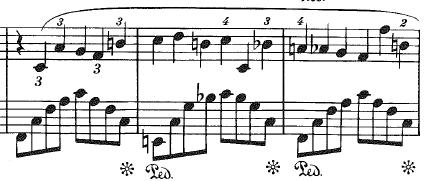
Fragment del primer dels Trois nouvelles études

El primer d'aquests estudis se centra en la pràctica de polirítmies (concretament, sis negres a la mà dreta i vuit corxeres a la mà esquerra en cada compàs) i no mostra la dificultat dels estudis de l'opus 10 i l'opus 25. Està escrit en la tonalitat de fa menor i la mètrica, compàs de dos per dos (2/2) amb indicació Andantino.

## Segon estudi

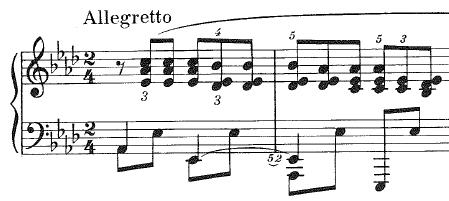
Inici de l'Estudi núm. 2 dels Trois nouvelles études

El segon dels Trois nouvelles études, escrit en la tonalitat de la bemoll major, també està basat en polirítmies. En aquest cas, aquesta consisteix en sis corxeres a la mà dreta per quatre de l'esquerra en cada compàs. Mentre que la mà esquerra, que s'ocupa de l'acompanyament, toca únicament una nota, la dreta va executant els acords de tres o quatre notes que conformen la melodia. El tempo d'aquest segon estudi és Allegretto i la mètrica, compàs dos per quatre (2/4). Com a curiositat, aquesta va ser l'última peça que es va poder escoltar a Franz Liszt en vida.

## Tercer estudi
El tercer i últim d'aquests estudis sense nombre d'opus està escrit en la tonalitat de re bemoll major i és segurament el més difícil dels Trois nouvelles études, encara que segueix sent molt més assequible que la gran majoria dels altres estudis de Chopin. Desenvolupa una polifonia, amb independència de diferents veus amb la mà dreta. La melodia ha de ser tocada bastant legato. És secundada per un acompanyament en la mateixa mà amb un fort staccato i per un altre acompanyament diferent a la mà esquerra. A vegades, algunes de les àmplies extensions que cal cobrir amb les mans poden suposar una gran dificultat per a pianistes amb les mans petites. El tempo d'aquest estudi és Allegretto, igual que el núm. 2, i està escrit en compàs de tres per quatre (3/4).

## Audicions
| "Trois nouvelles études, núm. 1"          |
|                                           |
| Martha Goldstein en un piano Érard (1851) |
|                                           |
| Trois nouvelles études, núm. 1            |
|                                           |
| Performed by Muriel Nguyen Xuan           |
|                                           |

| "Trois nouvelles études, núm. 2"          |
|                                           |
| Martha Goldstein en un piano Érard (1851) |
|                                           |
| "Trois nouvelles études, núm. 2"          |
|                                           |
| Donald Betts (per cortesia de Musopen)    |
|                                           |

| "Trois nouvelles études, núm. 3"          |
|                                           |
| Martha Goldstein en un piano Érard (1851) |
|                                           |